# Colton (Oregon)
Pour les articles homonymes, voir Colton.
Colton est une communauté non incorporée du comté de Clackamas dans l'état de l'Oregon aux États-Unis, entre les villes d'Estacada et Molalla.
Elle a été fondée en 1892 par deux résidents qui voulaient chacun appeler la localité par le nom de l'autre. Historiquement la localité comporte une large communauté d'origine suédoise.